# NSXリフレッシュプラン
NSXリフレッシュプラン (NSX Refresh Plan) とは、本田技研工業がかつて生産していたNSXのオーナーに対する有償のサービスメニューの一つで、経年車にメーカーによる機能修復作業を行って新車時の性能を蘇らせるものである。

## 概要
1993年から開始されたNSXリフレッシュプランは、ホンダの販売ディーラーのHonda Cars店を窓口として、NSXの生まれ故郷である栃木県高根沢に設けられた「リフレッシュセンター」でアライメント調整、経年劣化部品交換、エンジンの調整、テストコースでの走行チェックの基本プランから、シート生地の張り替えなどの内装交換、外観塗装を新車生産時と同じ作業で再塗装するなどの大規模なものまで、オーナーの要望に応じて様々な作業を行う。
脚まわり部品や内装の交換の範囲はそのグレードの物に限られており、あくまで新車に近い状態に戻す作業だけである。したがって、通常のクーペのグレードにタイプSやタイプRなどの専用部品を装着することは受け付けていない。また、新車購入者・中古車購入者、分け隔てなく対応するが、すでに改造している同車両の入庫も受け付けている。
同じ工場（生産ライン）で作られていたS2000やインサイトには、リフレッシュプランは設定されていない。NSXのアルミボディの維持耐久性が高いことと、S2000よりさらに生産数が少ないNSXだから対応できる、というのがメーカー側の説明である。ちなみに他社では、日産・スカイラインGT-Rに対して日産関連会社のニスモが受け付ける、同様のサービス・メニューが存在する。また、2012年に入り光岡自動車でも同じようなサービスが開始された。